# 蓮見圭一
蓮見 圭一（はすみ けいいち、1959年10月1日 - ）は、日本の小説家。
秋田県秋田市出身。立教大学卒。雑誌編集者や新聞記者を経て、2001年に大阪万博をテーマにした『水曜の朝、午前三時』で作家としてデビュー。同作は児玉清の推薦文が付いたこともあり、ベストセラーになった。記者時代に埼玉愛犬家連続殺人事件を取材し、共犯者の一人の手記を代筆した経験がある。その手記を改題・加筆修正したのが『悪魔を憐れむ歌』である。
2023年4月、12年ぶりに長編小説「美しき人生」を発表した

## 作品
- 水曜の朝、午前三時、新潮社（2005年には新潮文庫を、2019年には河出文庫）
- ラジオ・エチオピア 2003年6月、文藝春秋
- 悪魔を憐れむ歌 2003年12月、幻冬舎
- そらいろのクレヨン 2004年7月、講談社、「かなしぃ。」新潮文庫
- 心の壁、愛の歌 2005年6月、角川書店、「誰の中にでもいる彼」文庫
- 八月十五日の夜会 2008年7月、新潮社、のち文庫
- 別れの時まで 2011年5月、小学館
- 夜と朝のあいだに 2011年9月、角川書店
- 美しき人生 2023年4月、河出書房新社